# Dead or Alive 6
Dead or Alive 6 (яп. デッドオアアライブ 6) — компьютерная игра в жанре файтинг, разработчик студия Team Ninja, издатель компания Koei Tecmo. Игра вышла 1 марта 2019 года на платформах PlayStation 4, Xbox One и PC.
При переходе на новый движок восьмого поколения был добавлен эффект ран и крови при использовании ульты.

## Персонажи
- Касуми (яп. 霞, Kasumi) — женщина-ниндзя (Куноити) из Японии; дерётся в стиле ниндзюцу мугэн тэнсин.
- Аянэ (яп. 綾音, Ayane) — женщина-ниндзя (Куноити) из Японии; дерётся в стиле ниндзюцу хадзин мон.
- Хаятэ (яп. 疾風, Hayate) — японский ниндзя; дерётся в стиле ниндзюцу мугэн тэнсин.
- Рю Хаябуса (яп. リュウ・ハヤブサ, Ryu Hayabusa) — японский ниндзя; дерётся в стиле ниндзюцу.
- Елена Дуглас (англ. Helena Douglas) — французская оперная певица, внебрачная дочь Фэйма Дугласа; дерётся в стиле пигуацюань.
- Зак (англ. Zack) — афроамериканский диджей, искатель приключений (в основном в поисках сокровищ); дерётся в стиле муай-тай.
- Кокоро (яп. こころ, Kokoro) — японская начинающая гейша (майко);внебрачная дочь Фэйма Дугласа; дерётся в стиле бацзицюань.
- Кристи (англ. Christie) — британская наёмная убийца; дерётся в стиле змеиного кунфу.
- Ли Чжэн (кит. упр. 李振, пиньинь: Li Zheng) — китайский телохранитель; дерётся в стиле джиткундо (стиль Брюса Ли).
- Лэй Фан (кит. упр. 麗鳳, пиньинь: Lì Fèng) — китайская студентка; дерётся в стиле тайцзицюань.
- Хитоми (яп. ヒトミ, Hitomi) — немецко-японская школьница; дерётся в стиле карате.
- Басс Армстронг (англ. Bass Armstrong) — американский профессиональный реслер, после ухода из реслинга — рабочий на оффшорной платформе DOATEC; дерётся в стиле реслинга.
- Тина Армстронг (англ. Tina Armstrong) — американский реслер, дочь Басса; дерётся в стиле реслинга.
- Лиза Гамильтон (англ. Lisa Hamilton) — учёная, капоэристка; дерётся в стиле луча либре (мексиканский реслинг) с элементами капоэйры.
- Брад Вонг (кит. упр. 王, пиньинь: Wang) — китайский пьяный мастер; дерётся в стиле цзуйцюань.
- Элиот (англ. Eliot) — британский ученик Ген Фу; дерётся в стиле синъицюань.
- Мила (англ. Mila) — испанский боец смешанных боевых искусств.
- Мари Роуз (англ. Marie Rose, яп. マリー・ローズ,まりぃ・ろーず) — горничная Хелены из Швеции, подруга Хоноки, дерется в стиле «Systema».
- Хонока (англ. Honoka, яп. ほのか) — японская школьница, является сестрой Аянэ, дочерью Райдо, биологической племянницей Шидена и Аямэ и кузиной Хаятэ и Касуми, дерется в стиле «Honoka Fu».
- НиКО (англ. NiCO) — новый персонаж в серии, является финским мастером оружия и технологий, работает на MIST, дерется в стиле «Pencak Silat».
- Диего (англ. Diego, яп. ディエゴ) — новый персонаж в серии, является американским уличным бойцом, дерется в стиле «Street Figher».
- Тамаки (англ. Tamaki, яп. 環) — гостевой персонаж из Dead or Alive Xrteme Venus Vacation, японский дизайнер, дерется в стиле айкидо.

## Отзывы
| Сводный рейтинг | Сводный рейтинг |
| Агрегатор       | Оценка          |
| --------------- | --------------- |
| GameRankings    | 72,13 %         |